# Reflation
Reflation (auch Redeflation) ist eine finanzpolitische Maßnahme im Sinne einer aktiv auf die Aufhebung von Deflation ausgerichtete Finanz- und Wirtschaftspolitik. Das Ziel ist, ein unter Kostendeckung gefallenes Preisniveau wieder anzuheben. Andere wirtschaftspolitische Ziele, z. B. ein ausgeglichener Staatshaushalt und Preisstabilität, werden der Vermeidung von allgemeinen, anhaltenden Preisrückgängen dann untergeordnet.
Reflation kann durch das Zusammenspiel einer expansiven Geldpolitik und einer expansiven Fiskalpolitik erfolgen, also durch niedrigere Zinsen, eine erhöhte Geldmenge (durch die Zentralbank) und höhere Staatsausgaben. Expansive Geldpolitik allein, also bei gleichzeitig restriktiver Fiskalpolitik, hält Alois Oberhauser (Mitglied von Wissenschaftlicher Beirat beim Bundesministerium der Finanzen, Stand: März 2015)  nicht für erfolgversprechend. Grund für eine kompromisslose Reflationspolitik ist zumeist die Sorge vor einer Deflationsspirale.